# Euphorbia aculeata
Euphorbia aculeata es una especie fanerógama perteneciente a la familia Euphorbiaceae. Es originaria del norte de Yemen.

## Taxonomía
Euphorbia aculeata fue descrita por Peter Forsskål y publicado en Flora Aegyptiaco-Arabica 94. 1775.
Etimología
Euphorbia: nombre genérico que deriva del médico griego del rey Juba II de Mauritania (52 a 50 a. C. - 23), Euphorbus, en su honor – o en alusión a su gran vientre –  ya que usaba médicamente Euphorbia resinifera. En 1753 Carlos Linneo asignó el nombre a todo el género.
aculeata: epíteto latino que significa "con espinas".